# Horea (rijeka)
Horea je rijeka u Rumunjskoj, u županiji Satu Mare, i Mađarskoj, lijeva pritoka rijeke Crasna. 